# Väneravdelningen
Väneravdelningen (VäA) kallades den lokala flottstyrka, baserad i Lidköping, som sattes upp i Vänern under andra världskriget. På grund av namnet på styrkans första chef, kapten Knut Axel Svantesson Natt och Dag, kallades den också skämtsamt för "skymningseskadern".

## Historik
Vänern och Göta älv ingick under andra världskriget i det marina bevakningsområdet Bo 16, med sjökontrollstationer på Brinkebergskulle utanför Vänersborg, i Göteborg och Karlstad.
Den 13 februari 1942 utfärdade chefen för marinen en skrivelse till chefen för Västkustens marindistrikt med "Förberedande anvisningar för organiserande av Väneravdelningen". Denna styrka planerades bestå av 29. vedettbåtsdivisionen och 51. vedettbåtsdivisionen, och vara underställd chefen för 2. armékåren, det vill säga vara ett samarbete mellan armén och marinen.
Samtidigt vidtogs åtgärder för att skapa en sjövärnsflottilj på Vänern, sjövärnsflottilj nr 15, där personal från denna flottilj också skulle kunna bemanna Väneravdelningens fartyg.
Väneravdelningens uppgift var, förutom övervakning och sjötrafikkontroll, att förhindra eventuella fientliga transporter via Vänern, samt att förhindra luftlandsättning med tyska sjöflygplan vilket befarades under vintern 1942 som en del av ett förestående tyskt anfall, den så kallade Februarikrisen.
Dessutom fanns erfarenheter från den tyska belägringen av Leningrad, där ryska underhållslinjer in till den belägrade staden hade kunnat hållas öppna via sjön Ladoga.
Den 2 mars fastställde chefen för marinen fördelningen av fartyg till de sjöstyrkor för våren och sommaren 1942, som skulle gälla från 1 april. Den innebar att 29. vedettbåtsdivisionen, med vedettbåtarna HMS Iris, HMS Thetis, HMS Astrea och HMS Spica, de före detta så kallade "cigarr-torpedbåtarna", då skulle vara operativ i Vänern. De fyra hjälpvedettbåtar typ I, det vill säga militärt utrustade fiskebåtar, som skulle ingå i 51. vedettbåtsdivisionen inkallades inte. Fartygen delades in i två stridsgrupper, där den södra gruppens operationsområde överensstämde med milo III:s område, och den norra med milo V. Beväpningen på fartygen uppgick sammanlagt till 4 stycken 40mm, och 4 stycken 20mm automatkanoner. Plan för undanförsel och förstöring av fartyg och båtar på Vänern, Klarälven och Frykensjöarna gjordes också, på order av högre chef. 
Under sommaren 1943 tillfördes Väneravdelningen två motorbåtar (hjälpvedettbåt typ III), som hyrdes av Västkustens marindistrikt och bildade 52. vedettbåtsdivisionen, för att även kunna patrullera gränssjöarna mot Norge om läget försämrades. Under året genomfördes närmare 800 kontroll- och bevakningsuppdrag mot 239 tyska, 90 danska, 9 norska, 18 holländska och 4 finska fartyg.
Hösten 1944 överfördes 29. vedettbåtsdivisionen permanent till Göteborgseskadern. Vid vårrustningen 1945 fanns bara de två motorbåtarna i 52. vedettbåtsdivisionen kvar i Vänern, och styrkan var underställd militärbefälhavaren i milo III.
Efter kriget omorganiserades Väneravdelningen till 7. minsveparflottiljen, då erfarenheterna från krigets flygminfällningar och drivande flodminor förändrade hotbilden. Det marina bevakningsområdet ändrade beteckning till Bo 22 och bytte 1959 uppehållsplats från Vänersborg till Åmål, med uppgifterna sjöbevakning, minspaning och hamnrapportering.